# Navas de Jorquera
Navas de Jorquera – gmina w Hiszpanii, w prowincji Albacete, w Kastylii-La Mancha, o powierzchni 42,26 km². W 2011 roku gmina liczyła 554 mieszkańców.